# Dejan Stojanović
Dejan Stojanović (en serbio, Дејан Стојановић; pronunciado [dɛjan stɔjanɔvitɕ]; 11 de marzo de 1959) es un poeta serbio-estadounidense, escritor, ensayista, filósofo, empresario y ex periodista. Su poesía se caracteriza por un sistema reconocible de pensamientos y recursos poéticos, cercano a la filosofía, con un tono muy reflexivo. Según el crítico Petar V. Arbutina, "Stojanović pertenece a un pequeño círculo de poetas autóctonos que han sido la principal fuerza creativa y artística de la poesía serbia en las últimas décadas”.

## Biografía

### Familia
Hace casi dos siglos, los antepasados de la familia Stojanović se mudaron de Čevo (cerca de Cetiña, Montenegro) a Orasi. Algunos miembros de la familia original se trasladaron a Kosovo en la década de 1930.
La abuela paterna de Stojanović, Andja, procedía de una distinguida familia de Montenegro, la familia Lubarda, de la cual el miembro más destacado fue Petar Lubarda, posiblemente el mejor y más celebrado pintor de la antigua Yugoslavia.

### Infancia y juventud
Stojanović nació en Peć, Kosovo (la ex Yugoslavia), que es el centro administrativo y cultural de Metohija, donde está situado el Monasterio patriarcal de Peć. Habiendo crecido en un país socialista y en una comunidad multi-étnica de Kosovo, Stojanović se encontró con todas las paradojas del comunismo en la ex Yugoslavia a una edad muy temprana.
En 1972, se trasladó con su familia a Sutomore (un pequeño pueblo en la costa del Adriático). Incluso después de regresar a Peć, pasaba largas vacaciones de verano con su familia en su casa de verano, en Sutomore y frecuentemente visitaba las ciudades vecinas de Bar, Petrovac, Sveti Stefan, Budva, Kotor, Tivat y Herceg Novi. 
La abrumadora presencia de agua y el mar en su poesía se debe probablemente al hecho de que vivía muy cerca del Mar Adriático. Además, cuando se mudó a Chicago, estaba fascinado con el lago Míchigan, que tiene más del doble del tamaño del Mar Adriático. Además, las montañas de Montenegro y Pec también influyeron en su poesía convirtiéndose en el otro tema recurrente en sus obras.
Su primer interés, que duró toda su vida, fue la filosofía. A la edad de 14 años, se interesó por la actuación y la dirección. Tímido por naturaleza, nunca le contó a nadie acerca de sus intereses secretos, pero estaba seguro de que algún día sería capaz de explorarlos. Miraba al menos una película por día, y a veces dos o tres.
En 1976, visitó París y, durante esa visita, una emigrante política serbia, Jovan Brkić, se comprometió a arreglar su admisión en la Sorbona. Desafortunadamente, no aprovechó esta oportunidad, lo cual lamentó más tarde.

### Edad adulta

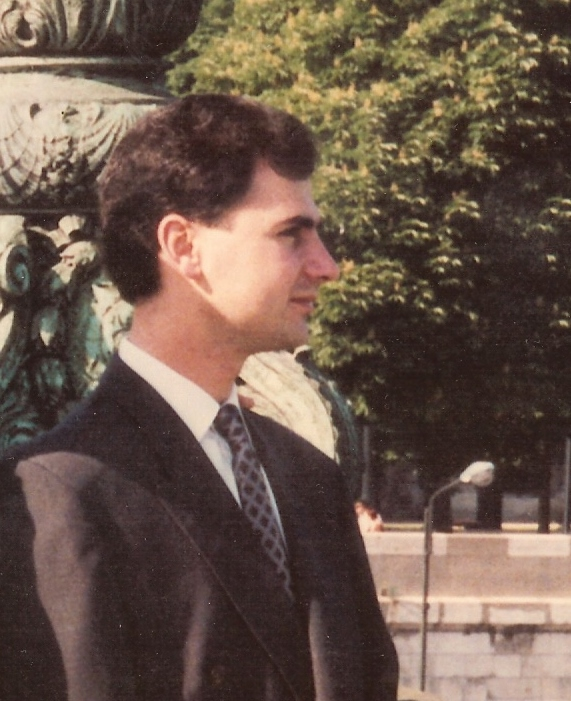
Stojanović en París, 1990

Aunque Stojanović estaba interesado principalmente en la filosofía y las artes, estudió Derecho y obtuvo un título en la Universidad de Priština, en Kosovo. Planeaba perseguir sus otros intereses más tarde.
Su primera pasión por la escritura se hizo evidente ya a la edad de 10 años. Comenzó a escribir poesía a los 18 años. Siempre supo que sería escritor pero suponía que sería en el campo de la filosofía en lugar de la literatura porque ya había establecido un conjunto de ideas filosóficas elaboradas a edad muy temprana.
A principios de 1978, comenzó a escribir poesía, y hay algunas pruebas de que lo hizo motivado por el intenso enamoramiento que sentía por una joven que vivía en la misma ciudad. Se despertó una mañana con un breve pero completo poema en su mente. Lo mismo ocurrió unos días después, y ocurrió una tercera vez poco después. Consideraba que esta experiencia era una señal definitiva de que debía escribir poesía, lo cual hizo, pero ocultó su trabajo durante tres o cuatro años.
Después de este período en secreto, empezó a expresar más abiertamente su poesía, y publicó sus poemas en algunas de las revistas literarias más importantes de la antigua Yugoslavia, como Oko (El Ojo) en Zagreb, Croacia, Jedinstvo (En Unidad) y Stremljenja (Tendencias) en Priština. En 1982 o 1983, trabajó como secretario de un club literario (Karagač) en su ciudad natal de Pec, y, más tarde, se convirtió en el presidente del Club. Se le ofreció la oportunidad de ser el redactor jefe de la estación de radio local en Peć, pero se negó. No obstante, realizó varias entrevistas con algunos artistas eminentes de Kosovo. Su primer libro de poesía, Circulando (Krugovanje), estaba listo para su publicación en 1983, pero no fue publicado hasta 1993. Para entonces, algunos de los poemas más viejos habían sido quitados y se incluyeron algunos nuevos poemas, escritos entre 1983 y 1986, junto con el último poema del libro, que fue escrito en Chicago en 1991. En 1986, siendo un joven escritor, fue reconocido entre 200 escritores en el Festival Literario de Bor (Serbia, antigua Yugoslavia). A fines de 1980, se convirtió en miembro del Consejo de la Juventud Literaria de Serbia.
En 1990, fundó su empresa privada en Peć y planeó, entre otras cosas, entrar en el negocio editorial. Llamó a su empresa Metoh (tierra de la iglesia) y planeó publicar una revista literaria con el mismo nombre. A pesar de que tenía previsto publicar la revista en Kosovo, el personal estaba integrado por escritores de Belgrado. Uno de los miembros del personal era Alek Vukadinović, un famoso poeta serbio que era un ferviente partidario de la idea de Stojanović de publicar la revista.
En los últimos años, Stojanović ha empezado a escribir en inglés, y ya ha escrito varios libros, aún no publicados, así como algunos escritos puramente filosóficos. Muchos de sus nuevos poemas son menos rígidos y elípticos, desde perspectivas tanto lingüística como poética.

## Periodismo

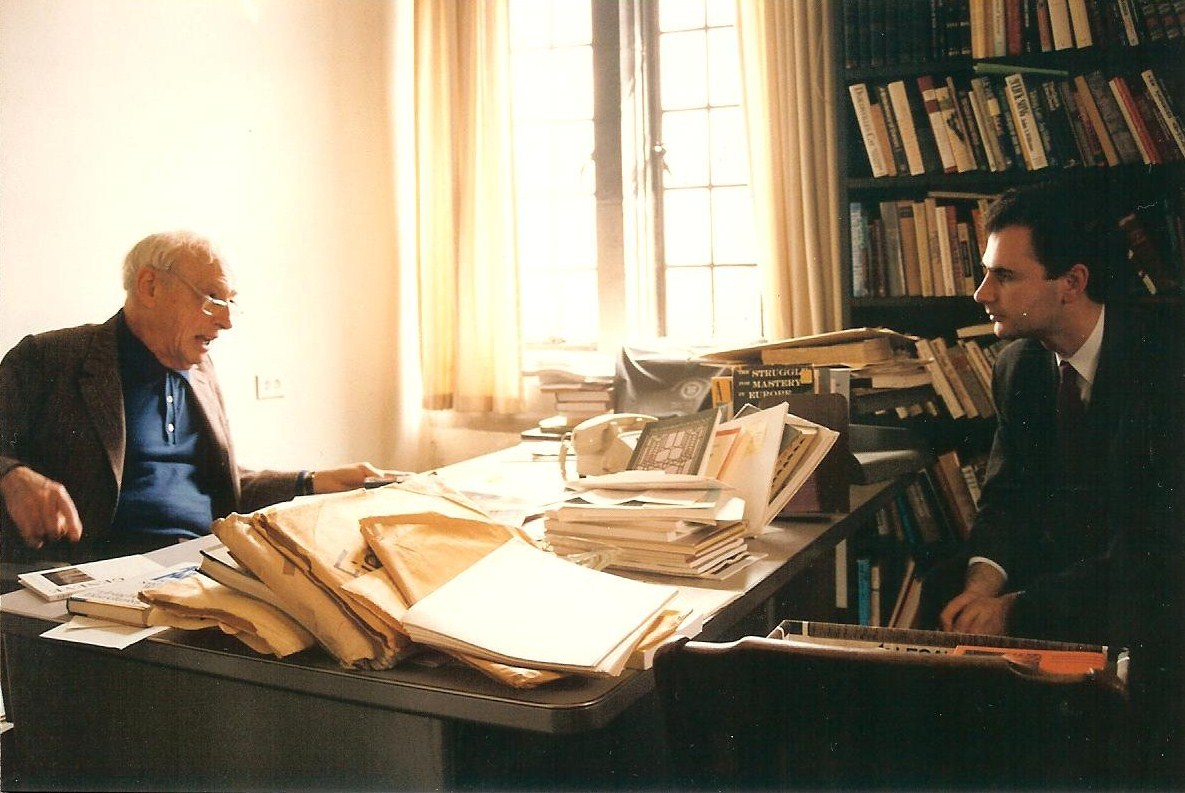
Saul Bellow y Dejan Stojanović, Universidad de Chicago, 1992

A principios de 1990, Stojanović empezó a escribir para la primera revista de la oposición en Serbia, Pogledi (Opiniones). Entrevistó a muchos de los destacados escritores serbios en Belgrado, e.g., Momo Kapor, Alek Vukadinović y Nikola Milošević (político). Durante su segunda visita a París en mayo y junio de 1990,  entrevistó a varios artistas reconocidos a nivel internacional, e.g., Ljuba Popović, Petar Omčikus y Miloš Šobajic, que eran de origen serbio, así como algunos intelectuales franceses, e.g., Jacques Claude Villard.
En diciembre de 1990 fue a EE. UU. como corresponsal en el extranjero, con una estadía planificada de seis meses a un año. El objetivo era realizar entrevistas con algunas importantes figuras de la literatura y luego regresar a Yugoslavia. Llevó a cabo este objetivo, aunque no por completo, porque a mediados de 1991 empezó la guerra en la ex Yugoslavia.
Recibió el prestigioso Premio Rastko Petrovic de la Sociedad de Escritores de Serbia por su libro de entrevistas a partir de 1990 hasta 1992 en Europa y los países de América, titulado Conversaciones, que incluyó entrevistas con varios escritores importantes de América, incluyendo al premio Nobel Saul Bellow, Charles Simic y Steve Tesich.

## Biblioteca y manuscritos
En los primeros años de su adultez, Stojanović desarrolló un sistema filosófico de ideas relacionadas principalmente con cuestiones metafísicas y la estructura del Universo. Escribió varios cientos de páginas en sus cuadernos explorando estas ideas, así como ensayos sobre lengua y literatura. Por desgracia, estos manuscritos, así como su biblioteca de más de mil libros cuidadosamente seleccionados se perdieron debido a incendios provocados por militantes de origen albanés justo después de que terminara la guerra de Kosovo (1999). Sus libros, junto con sus manuscritos, fueron conservados temporalmente en la oficina de su hermano en el centro de la ciudad de Peć.

## Estilo

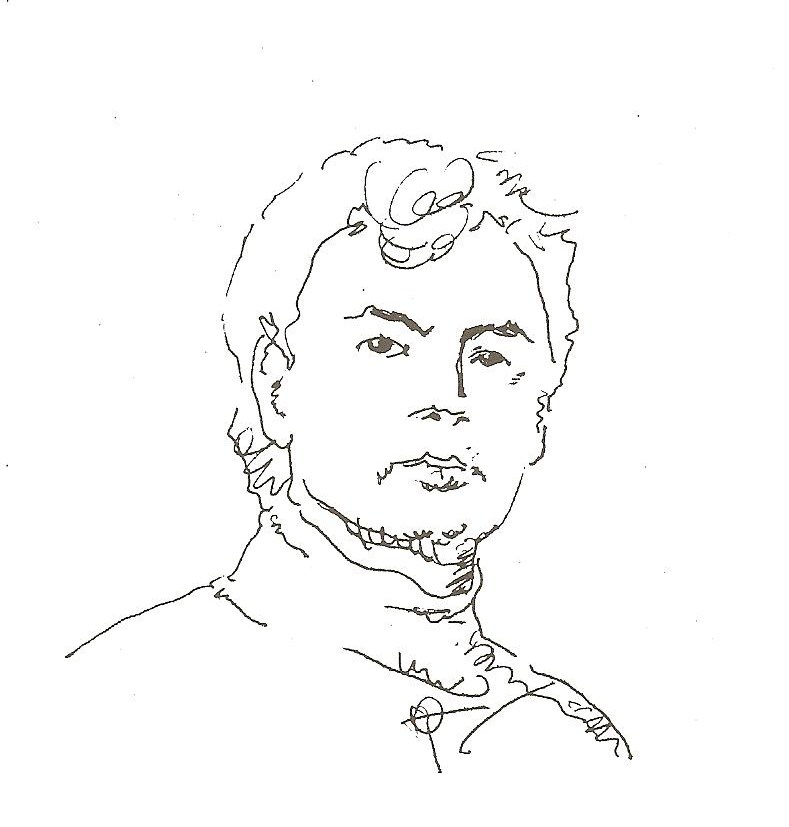
Retrato de Dejan Stojanović por Zoran Tucić

En cuanto a su estilo, las colecciones de poesía de Stojanović se caracterizan por secuencias de poemas densos y compactos, simples pero complejos en una estructura general bien organizada y por esa razón algunos poemas más visible que otros parecen poemas extensos. Esto es especialmente característico de los libros, El signo y sus niños, La forma, y El Creador, en los cuales, con un número de palabras relativamente pequeño repetidas en diferentes contextos, Stojanović construyó su propia cosmogonía poética. 
En sus poemas, incluye los temas más pequeños y los más grandes con la misma atención, yuxtaponiéndolos a menudo al nivel de la paradoja y el absurdo, construyendo de manera gradual nuevas perspectivas y significados que no solo son poéticos, ya sea en origen o en fin. Algunos temas y preocupaciones, ya sean piedras o galaxias, están presentes en todos sus libros. Puede decirse que sus libros de poesía son, en sí mismos, poemas largos y que todos ellos sirven como ingredientes de un libro de hiper-poesía en formación.
Utilizó muchas formas poéticas nunca antes utilizadas en la poesía serbia y también creó algunas formas nuevas. "Si la elegancia está representada por la sencillez, entonces, estos son algunos de los versos más elegantes imaginables", declaró Branko Mikasinovich.

## Colecciones de poesías
- Krugovanje: 1978–1987 (Circulando) (Narodna knjiga, Alfa, Beograd, 1993)
- Krugovanje: 1978–1987 (Circulando), Segundo edición, (Narodna knjiga, Alfa, Beograd, 1998)
- Sunce sebe gleda (El sol se mira a sí mismo) (Književna reč, Beograd, 1999)
- Znak i njegova deca (El signo y sus hijos) (Prosveta, Beograd, 2000)
- Oblik (La forma) (Gramatik, Podgorica, 2000)
- Tvoritelj (El creador) (Narodna knjiga, Alfa, Beograd, 2000)
- Krugovanje (Circulando), Tercera edición, (Narodna knjiga, Alfa, Beograd, 2000)
- Ples vremena (La danza del tiempo) (Konras, Beograd, 2007)

### Entrevistas
- Razgovori (Conversaciones) (Književna reč, Beograd, 1999)

### Citas
1. ↑  Miloslav Šutić, Notables logros de la forma poética corta, 2001 (Književna reč, broj 515, julio 2001, Belgrado; Odzivi, str. 67, Konras, biblioteka Groš, 2002, Belgrado)
2. ↑  Alek Vukadinović, Círculos poéticos de Dejan Stojanović, Sphères (Krugovanje), Epílogo, p. 69, 1993, Belgrado (Pesnički krugovi Dejana Stojanovića, Krugovanje, Pogovor, str. 69)
3. ↑  Petar V. Arbutina, Los círculos solares de la verdad, El sol se mira a sí mismo, Epílogo, p.155, 1999 (Sunce sebe gleda, Solarni krug istine, Dodatak, Književna reč, Belgrado)
4. ↑  Jovan Erdeljanović, Stara Crna Gora: etnička prošlost i formiranje crnogorskih plemena, Beograd : Slovo ljubve, 1978.
5. ↑  Diario serbio, Priština, au Kosovo, ex-Yougoslavia
6. ↑  Zoran Mišić, Pogledi, broj 159, agosto de 1994, Kragujevac
7. ↑  Aleksandar Petrov, Un poeta ante la puerta abierta, diciembre de 2000 (Pesnik pred otvorenim vratima, Amerikanski Srbobran, Književni dodatak)
8. ↑  Aleksandar I. Popović, Razgovori (Conversaciones, chaqueta del libro, 1999)
9. ↑  Dušan Vidaković, El arte de entrevistar (Umetnost intervjuisanja, Zbilja, broj 62/63, noviembre/diciembre de 2000)
10. ↑  D. S., Ples vremena, Napomene u vezi s knjigom prvom, str. 113, Konras, Beograd, 2007 (D. S., La danza del tiempo, Notas,  p. 113)
11. ↑  Miroslav Mirković Buca, Prkos tamnim silama, Ilustrovana politika, rubrika Čitati ili ne čitati, broj 2177, 7. X 2000.
12. ↑  ↑ Draginja Urošević, Borba, 2001, Beograd
13. ↑  Oliver Janković, Belina sveta i papira, Borba, 28, 29, 30. 11. 2000, Beograd
14. ↑  Branko Mikasinovich, (WLT)  La literatura mundial hoy en día, revista trimestral literaria de la Universidad de Oklahoma, Norman, Oklahoma, Volumen 74, Número 2, página 442, primavera de 2000